# Cuori di pace
Cuori di pace è il quinto album di Amedeo Minghi, pubblicato nel 1986.
Questo è l'ultimo lavoro di Minghi interamente scritto con il poeta e paroliere Gaio Chiocchio. La copertina del disco riproduce un disegno del fumettista Andrea Pazienza.

## Tracce
Testi di Gaio Chiocchio (eccetto dove indicato), musiche di Amedeo Minghi.
Lato A
1. Cuore di pace – 4:41
2. Telecomunicazioni sentimentali – 3:41
3. Le verdi cattedrali della memoria – 4:34
4. L'immenso – 5:30 (Amedeo Minghi)

Lato B
1. La stella dello sperone – 4:44
2. Il geniaccio degli italiani – 5:25
3. Gomma americana – 3:15
4. Trimotore idrovolante – 5:22